# كاميرون ماكاي
كاميرون ماكاي (بالإنجليزية: Cameron Mackay) هو مدرب كرة قدم ولاعب كرة قدم بريطاني في مركز حراسة المرمى، ولد في 9 ديسمبر 1996 في إنفرنيس في المملكة المتحدة. لعب مع نادي إنفرنيس.

## وصلات خارجية
- كاميرون ماكاي على موقع قاعدة بيانات كرة القدم.إي يو (الإنجليزية)
- كاميرون ماكاي على موقع Soccerbase.com (لاعب) (الإنجليزية)
- كاميرون ماكاي على موقع Soccerway.com (الإنجليزية)
- كاميرون ماكاي على موقع عالم كرة القدم.نت (الإنجليزية)

{{شريط تصفح تشكيلة فريق كرة قدم
|الاسم=
|اسم الفريق= نادي إنفرنيس
|القائمة=
- 5 Remi Savage [الإنجليزية]‏
- 6 ديفين
- 8 Adam Mackinnon [الإنجليزية]‏
- 9 مكاي
- 11 لونغستاف
- 12 Matthew Strachan (footballer) [الإنجليزية]‏
- 14 Calum MacLeod (footballer) [الإنجليزية]‏
- 15 Gardiner
- 16 Walker
- 18 Robbie Thompson (Scottish footballer) [الإنجليزية]‏
- 19 Keogh
- 20 Corner
- 25 Rebilas
- 26 Paul Allan [الإنجليزية]‏
- 28 Nixon
- 29 Reid
- -- Clark
- -- Thompson
- مدرب: Kellacher